# 越南黄牛木
越南黄牛木（学名：[Cratoxylum formosum subsp. formosum] 错误：{{Lang}}：文本有斜体标记（帮助））为藤黄科黄牛木属下的一个种。

## 外部連結
- Alloathyriol Alloathyriol （页面存档备份，存于） 中草藥化學圖像數據庫 (香港浸會大學中醫藥學院) （中文）（英文）
- 黃牛木酮E Cudratricusxanthone E （页面存档备份，存于） 中草藥化學圖像數據庫 (香港浸會大學中醫藥學院) （中文）（英文）